# Hani (Einheit)
Der Hani, auch Hany, war eine Volumeneinheit für Getreide und Früchte in Mangaluru in der britischen Präsidentschaft Madras. Man unterschied das größere Maß Mjudi/Mudi/Moreh/Moray nach Basar- und Pächtermaß, so dass der Hani auch verschiedene Werte hatte.
Pächtermaß
- 1 Hani = 52,97 Pariser Kubikzoll = 1,05 Liter
- 42 Hani = 3 Kullischigehs/Cullishigays = 1 Mjudi/Mudi/Moreh/Moray = 2224,8 Pariser Kubikzoll = 44,132 Liter

Basarmaß
- 1 Mjudi/Mudi/Moreh/Moray = 2313 Pariser Kubikzoll = 45,88 Liter (1 Hani ≈ 1,09 Liter)